# RNK Savica Zagreb
Radnički nogometni klub Savica Zagreb bio je hrvatski nogometni klub sa Savice, Zagreb.
Klub je nastao tijekom ožujka 1933. Od 1935. član je Zagrebačkog nogometnog podsaveza. Tijekom ljeta 1941., za vrijeme NDH, spaja se s Derbyjem. Prvotno djeluje do 1944. Klub je obnovljen 1952. te djeluje sve do zimske pauze 1963./64.